# Regaliano

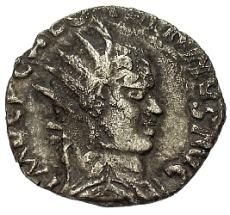
Antoniniano emitido en 260 por Regaliano para respaldar su intento de ascenso al trono frente a Galieno.

Publius C. (¿Cassius?) Regalianus (en español, Publio C. (¿Casio?) Regaliano), más conocido como Regaliano (f. 260) fue un usurpador contra el Emperador romano Galieno.

## Carrera pública
La fuente principal de información sobre él es la poco fiable Historia Augusta. Otras son Eutropio, quien lo llama Trebeliano, y Aurelio Víctor y su Epítome, donde se le llama Regillianus. Sobre su origen, los Treinta Tiranos dice que era dacio, y pariente de Decébalo. Probablemente tenía rango senatorial.
Tras la derrota y captura del emperador Valeriano en el Este (260), los habitantes de las fronteras se sintieron inseguros y eligieron sus propios emperadores para garantizar su persistencia frente a la amenaza de los pueblos extranjeros. El pueblo y el ejército de la provincia de Panonia había elegido a Ingenuo como emperador, pero el legítimo, Galieno, lo derrotó.
De todas formas, Galieno se había marchado a Italia para lidiar con la invasión de los alamanes. La población local, haciendo frente a la amenaza de los sármatas, eligió a Regaliano como su emperador. Elevada su esposa Sulpicia Dryantilla al título de Augusta para fortalecer su posición, Regaliano luchó valientemente contra los bárbaros. Tras su victoria, fue asesinado por una conjura entre su propio pueblo y los roxolanos.
Conocemos algunas anécdotas sobre él gracias al breve fragmento biográfico contenido en el libro de los Treinta Tiranos de la Historia Augusta: se dice que, por ejemplo, fue elevado al trono por su nombre (Rex, Regis = Rey; Regalianus); cuando los soldados escucharon esta broma lo saludaron como emperador.